# Trommel (Heraldik)

Trommel im Wappen Ugandas

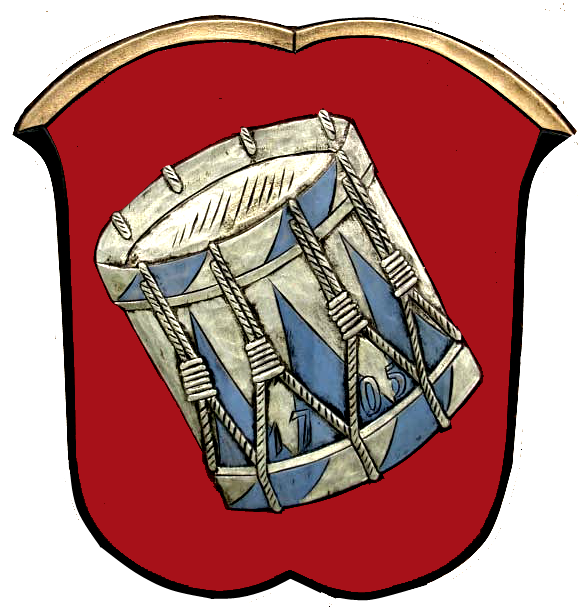
Trommel im Wappen von Gotzing

Die Trommel als Musikinstrument kommt besonders, aber nicht nur, in der außereuropäischen Heraldik vor. Im Staatswappen von Uganda ist eine vorhanden. In vielen Wappen ist sie zum Zeichen der Herrschaft geworden. Vorwiegend wird eine landestypische Form gewählt. Die Trommel kann einmal als gemeine Figur und auch als Armatur im Wappen vorkommen. Die Farbgebung ist nicht immer in den heraldischen Tinkturen. Besonders seit dem 18. Jahrhundert hat die Trommel einen Platz als Prachtstück in der Wappenkunst. In der europäischen Heraldik ist sie nicht sehr häufig. Spielmannszüge zeigen gelegentlich auf ihren Vereinsfahnen eine Trommel im Vereinswappen. Auch die umgekehrte Darstellung, Wappen auf Trommel, ist gebräuchlich, ist aber dann keine Heraldik.

## Beispiele
- Wappen Papua-Neuguineas
- Wappen Haitis
- Samut Songkhram (Provinz)